# Langage sifflé d'Aas

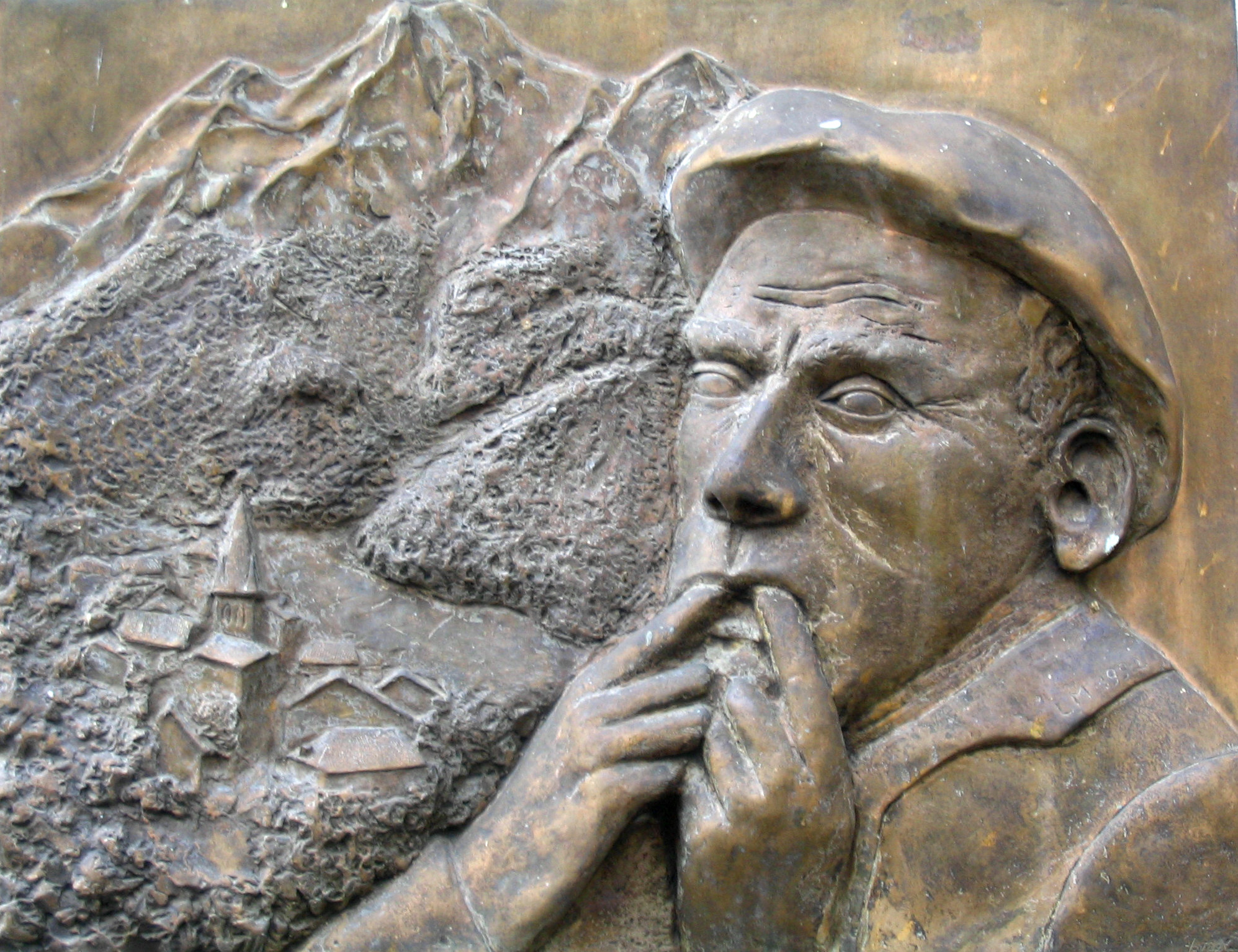
Plaque commémorative posée sur l'église d'Aas par Marcel Gilbert, René Guy Busnel et René Arripe - 1992 ; bas-relief en bronze réalisé par l’artiste Liliane Margnes.

Le langage sifflé d'Aas (ou occitan sifflé d'Aas ou siular d'Aas) est un langage sifflé pratiqué dans le village d'Aas, en Béarn. Il est basé sur la variété béarnaise locale de la langue occitane. Selon Philippe Biu, c'est « une pratique connue sous le nom de langage sifflé d'Aas, mais c'est avant tout une technique [permettant] de transposer la parole en sifflement ».

## Histoire
La pratique est documentée pour la première fois au XVe siècle.
La topographie locale, parcourue de vallées prononcées, permet une bonne propagation des ondes sifflées, avec une portée utile de plus de 2 km. Les habitants ont donc employé cette transposition sifflée de l'occitan gascon du Béarn, afin de communiquer entre les pâturages et le village, ou d'un flanc de vallée à l’autre,.
Informé de cette pratique, René-Guy Busnel, acousticien et directeur d'études à l’École pratique des hautes études, documente cette pratique sifflée en 1950. La pratique originelle disparaît de la vallée d'Ossau vers la fin du XXe siècle avec la disparition du mode de vie agro-pastoral et des derniers bergers siffleurs de la vallée. Anne Pallas, dernière pratiquande historique, décède en 1999.

## Spécificités
La langue sifflée d'Aas s'articule autour de quatre voyelles : i, é, a, o et quatre consonnes : ke, ye, che, ge. Cette pratique s'est transmise de génération en génération, mais l'exode rural puis l'apparition de nouvelles techniques de communication l'ont fait disparaitre.

## Revitalisation
Son statut de patrimoine culturel local et le regret de sa perte amènent quelques militants locaux du béarnais vers des efforts de revitalisation linguistique. Des membres partent aux Canaries, sur l'île de La Gomera, afin de se former auprès de « maitres siffleurs » du silbo, et ramènent les techniques apprises en Béarn. L'association Lo siular d’Aas, présidée par Philippe Biu et dotée d'une dizaine de membres, fait revivre cette pratique. Un cours animé par Philippe Biu est ouvert à l'Université de Pau et des pays de l'Adour. L'association Lo siular d’Aas, le conseil régional, l'université de Pau et le collège de Laruns soutiennent la préservation de cette pratique au moyen d'une classe bilingue français-occitan,.

## Documentation
Des projets de recherches et un portage de contenus sur supports numériques sont discutés.
En 2024, le langage sifflé d'Aas est enregistré pour la première fois en accès ouvert et sous licence libre via une collaboration avec l'Université de Toulouse et les services de Wikimédia, notamment le logiciel libre Lingua Libre. Cette même année, l'exposition temporaire « Siffler le gascon, histoire d'une renaissance » est organisée à Anglet. Une carte interactive, réalisée pour l'exposition, permet d'explorer le territoire occitan et d'y écouter le nom des villages en occitan sifflé,.